# Achipteria sellnicki
Achipteria sellnicki är en kvalsterart som beskrevs av Thomas van der Hammen 1952. Achipteria sellnicki ingår i släktet Achipteria och familjen Achipteriidae. Inga underarter finns listade i Catalogue of Life.